# Świniary Nowe
Świniary Nowe (do 31 grudnia 2000 roku Nowe Świniary) – wieś w Polsce, położona w województwie świętokrzyskim, w powiecie sandomierskim, w gminie Łoniów.
| SIMC    | Nazwa         | Rodzaj    |
| ------- | ------------- | --------- |
| 0797961 | Borki-Kolonia | część wsi |

Wierni Kościoła rzymskokatolickiego należą do parafii św. Mikołaja w Łoniowie.
W latach 1975–1998 miejscowość administracyjnie należała do województwa tarnobrzeskiego.